# Stazione di Talamona
La stazione di Talamona è una fermata ferroviaria posta sulla linea Tirano-Lecco. Serve il centro abitato di Talamona.

## Movimento
La stazione è servita da treni regionali della direttrice R13 Lecco-Colico-Sondrio e solo nei giorni festivi alcune corse vengono prolungate fino alla stazione di Milano Porta Garibaldi, svolti da Trenord nell'ambito del contratto di servizio stipulato con la Regione Lombardia.

## Servizi
La stazione dispone di:
- Sala d'attesa con monitor di arrivo e partenza dei treni
- Annuncio sonoro per l'arrivo, la partenza e per le informazioni sulla linea
- Parcheggio di auto, moto e biciclette
- Sottopassaggio
- Fermata autobus extraurbani